# Dan Reynolds
Daniel Coulter Reynolds (Las Vegas, 14 de julho de 1987), é um músico americano, muito conhecido por ser o vocalista da banda de indie rock Imagine Dragons. Ele também lançou um EP intitulado Egyptian num duo com Aja Volkman, (do Nico Vega) sob a alcunha de Egyptian. Ele também é um destinatário do Songwriters Hall of Fame Hal David Starlight Award.

## Início da vida
Reynolds é o sétimo filho de nove. Nasceu em 14 de julho de 1987 em Las Vegas. É filho de Christine M. (nascida Callister) e Ronald Reynolds, um advogado e autor. Ambos pais são nativos de Nevada e Dan é a 4ª geração Nevadan. Ele ganhou o posto de Eagle scout em 2005. Reynolds foi membro de A Igreja de Jesus Cristo dos Santos dos Últimos dias, da qual saiu, por, segundo ele, "histórico de homofobia da igreja." Quando ele tinha 19 anos, serviu em tempo integral como missionário em Nebraska por dois anos. Ele escreveu a canção I Bet My Life para celebrar e refletir sobre seu relacionamento duradouro com seus pais.

## Carreira

### Imagine Dragons
Reynolds estava relutante em se tornar um músico profissional em parte porque seu colega de banda Wayne Sermon lhe disse: "Não faça música porque você quer fazer música, faça música se você tem que fazer música." Após começar a estudar na Universidade Brigham Young (BYU), Reynolds descobriu que ele não poderia "fazer qualquer outra coisa" e comprometer totalmente uma carreira profissional da música. Em Utah, Reynolds conheceu e recrutou Wayne Sermon e o baterista Andrew Tolman para formar Imagine Dragons. Com Reynolds no vocal, Imagine Dragons ganhou da BYU "Batalha das Bandas" e outras competições locais. O baixista Ben McKee se juntou à banda em Las Vegas e o baterista Daniel Platzman, também amigo de Wayne da Berklee College of Music, finalizou o grupo. A banda mudou-se para Las Vegas, realizando e aperfeiçoando seu ofício quase todas as noites. Tiveram sua primeira grande chance quando o vocalista do Train adoeceu pouco antes do concerto para o Las Vegas Festival 2010. Imagine Dragons foram chamados para preencher, e se apresentaram para uma multidão de mais de 26.000 pessoas. Em novembro de 2011, eles assinaram com a Interscope Records e começaram a trabalhar com o produtor premiado com o Grammy Alex da Kid.

### Egyptian (2010)
Convidado para se apresentar uma abertura marcada para Nico Vega, Reynolds conheceu Aja Volkman, vocalista do grupo, em 2010. Ele o convidou para terminar algumas demos que ele estava trabalhando. Os dois começaram um processo colaborativo que intitularam de Egyptian. Eles gravaram, produziram e lançaram de forma independente um EP com quatro faixas homônimo e digitalmente. Eles têm realizado este material pela M Resort em Las Vegas.

### X Ambassadors
Enquanto estava em turnê com o Imagine Dragons, Dan ouviu X Ambassadors em uma estação de rádio local na Virgínia. Reynolds é o produtor executivo no álbum de estreia da banda. Reynolds apresentou a banda para o Alex da Kid, e foi o produtor executivo do álbum de estreia da banda, intitulado VHS.

## Vida pessoal
Em 5 de março de 2011, Reynolds se casou com Aja Volkman. Os dois têm atualmente três filhas e um filho: Arrow Eve Reynolds, nascida em 8 de agosto de 2012, as gêmeas Gia James Reynolds e Coco Rae Reynolds, nascidas em 28 de março de 2017 e Valentine Reynolds nascido em 1º de outubro de 2019. Em abril de 2018, o cantor anunciou, pelo Twitter, que ele e a esposa dariam um tempo. Alguns meses depois, em novembro, anunciou que o casal estava junto novamente e que não chegaram a assinar os papéis de divórcio. Reynolds anunciou em setembro de 2022 que a separação havia se concretizado, tendo Aja Volkman solicitado oficialmente o divórcio em abril de 2023.
Reynolds tem espondilite anquilosante, uma doença autoimune incurável, que afeta principalmente a coluna vertebral, causando inflamações e dores, bem como inflamações em outras articulações. A canção Believer, lançada como single em 2017, reflete diretamente sua relação com a doença e a dor. Ele participa da iniciativa This AS Life, site para pacientes de espondilite anquilosante patrocinado pelo grupo farmacêutico Novartis.
Recentemente, em 7 de julho de 2024, numa entrevista para a revista People, Reynolds revelou ter deixado A Igreja de Jesus Cristo dos Santos dos Últimos Dias devido a "atitudes prejudiciais à juventude LGBT", que, segundo ele, são promovidas pela religião. Embora sua família ainda seja membro e frequente a Igreja, Reynolds se afastou da doutrina, e criou a fundação e festival LOVELOUD em 2017 para apoiar comunidades LGBTs e decidiu não criar seus quatro filhos na fé.

Disse Reynolds na entrevista:
"Partes da religião são extremamente prejudiciais, especialmente para a juventude LGBT [...] às vezes me sinto isolado da minha família, mas os amo e estou perto deles. Estou em um caminho diferente e preciso seguir minha verdade [...] Meu maior objetivo é não manipular meus filhos. Quero que tenham liberdade para escolher seu caminho espiritual [...] Dou minhas opiniões, cuido deles, mas garanto que tenham livre-arbítrio."

## Discografia
| Year | Canções                                       | Artista                                      | Álbum                      | Função                                                                  |
| ---- | --------------------------------------------- | -------------------------------------------- | -------------------------- | ----------------------------------------------------------------------- |
| 2011 | Todas as faixas                               | Egyptian                                     | Egyptian - EP              | Co-escritor, produtor, cantor                                           |
| 2013 | "Stranger", "Fear"                            | X Ambassadors                                | Love Songs Drug Songs, VHS | Co-writer, producer                                                     |
| 2013 | "Heart Upon My Sleeve"                        | Avicii                                       | True                       | Vocais (em uma versão alternativa da canção, não foi colocada no álbum) |
| 2014 | "Nothing Quite Like Home"                     | G. Love & Special Sauce featuring Ben Harper | Sugar                      | Co-escritor                                                             |
| 2014 | "I Believe (Get Over Yourself)" "I'm On Fire" | Nico Vega                                    | Lead To Light              | Co-escritor, produtor                                                   |
| 2016 | "Someone Else"                                | Steve Angello                                | Wild Youth                 | Vocais                                                                  |

## Filmografia
| Televisão | Televisão            | Televisão             |
| Ano       | Título               | Função                |
| --------- | -------------------- | --------------------- |
| 2015      | A History of Radness | Older Jack (Narrador) |
| 2018      | Believer             | Ele mesmo             |